# Kōji Nakamoto
Kōji Nakamoto (jap. 中本 浩二, Nakamoto Kōji ; * 5. Juli 1941 in Shibuya, Präfektur Tokio; † 19. Oktober 2022 in Yokohama, Präfektur Kanagawa) war ein japanischer Schauspieler und Komiker.
Nakamoto war Mitglied der Comedy-Truppe The Drifters (ザ・ドリフターズ). Mit dieser Gruppe nahm er an der Fernsehsendung Hachiji Da Yo! Zen'in Shūgō! (8時だョ!全員集合) von 1969 bis 1985.
Er starb am 19. Oktober 2022 im Alter von 81 Jahren bei einem Verkehrsunfall.

## Filmografie

### Varieté-Show
- Hachiji Dayo, Zen'inshugo! (1969–1985)
- Dorifu Daibakusho (1976–2003)
- Tobe Son Goku (1977–1978)

### Fernsehdramen
- Tōyama no Kin-san (1985–1986)
- Sōrito Yobanaide (1997)
- Scrap Teacher (2008)

### Filme
- Yawara! (1989)
- Asako I & II (2018)